# 감투빗해파리
감투빗해파리(학명: Bolinopsis mikado)는 유즐동물문 유촉수강 감투빗해파리목에 속하는 해파리이다. 일본의 영해에서 주로 발견되며, 아종이 없다.

## 정보
전체 길이:3~15cm
사는 곳: 수심 600~1,100m
분포: 북태평양